# François Remetter
François Remetter (8 d'agost de 1928) és un exfutbolista francès.

## Selecció de França
Va formar part de l'equip francès a la Copa del Món de 1954.